# Serrat de les Savines
El Serrat de les Savines és una serra situada al municipi de Coll de Nargó a la comarca de l'Alt Urgell, amb una elevació màxima de 1.175 metres.